# Rechbach (Kupfer)
Der Rechbach ist ein nicht ganz 3 km langer Bach im Gemeindegebiet von Kupferzell im Hohenlohekreis im nordöstlichen Baden-Württemberg, der nach westlichem Lauf ca. 600 m nordwestlich von Ulrichsberg von rechts in die mittlere Kupfer mündet.

## Name
Das Bestimmungswort des Namens leitet sich vom mittelhochdeutschen Wort rēch „Reh“ ab.

## Geographie

### Verlauf
Der Rechbach entsteht auf etwa 362 m ü. NHN ca. 750 m westlich des Weilers Kubach an einer Feldweggabel. Der Bach fließt beständig westwärts, anfangs als Graben zwischen Feldern neben einem Feldweg bis zur L 2372, an der der begleitende Weg endet. Hundert Meter später unterquert der Rechbach die Bundesstraße 19 und wird nun von einer lockeren Reihe von Büschen und Bäumen begleitet. Etwa einen Kilometer unterhalb des Ursprungs passiert er in seiner hier erst 15–20 Meter tiefen Geländemulde den Kupferzeller Weiler Rechbach am rechten Hang.
In der Folge überquert ihn die Verbindungsstraße von Rechbach nach Ulrichsberg ein Feldweg, nach dem er in einer immer breiteren Grünlandmulde läuft, und die Verbindungsstraße von Ulrichsberg etwas hinter der linken Wasserscheide zum Künzelsauer Weckhof. Zuletzt steht am rechten Hang sogar ein zwanzig Meter breiter Waldstreifen. Er mündet nach insgesamt 2,9 km Lauf ca. 600 Meter nordwestlich der Ortsmitte von Ulrichsberg auf etwa 362 m ü. NHN von rechts in die mittlere Kupfer. Der etwa 54 Höhenmeter unterhalb seines Ursprungs endende Bach hat ein mittleres Sohlgefälle von etwa 19 ‰.

### Einzugsgebiet
Das etwa 1,9 km² große Einzugsgebiet des Rechbachs erstreckt sich mit der Kontur einer unter einen Kilometer breiten Spindel etwas über 3 km weit von seinem etwa 371 m ü. NHN hohen östlichsten und höchsten Punkt nahe bei Kubach westwärts bis zur Mündung. Naturräumlich betrachtet gehört es mit seinem etwas größeren östlichen Teil dem Unterraum Kupferzeller Ebene und Kocheneck der Hohenloher und Haller Ebene an, mit dem restlichen dem Ohrnwaldriedel der Kocher-Jagst-Ebenen. Geologisch ist das Gebiet vom Lettenkeuper (Erfurt-Formation) geprägt, der tiefsten Schicht des Keupers, welcher in jüngerer, quartärer Zeit noch auf den Hügeln rechts und links mit Lösssediment überlagert wurde, das nun backenförmig die Bachmulde einfasst. Erst am Beginn der tieferen Mulde etwa ab der Straße Ulrichsberg–Weckhof setzt auf dem Talgrund der Obere Muschelkalk ein, in dem der Rechbach auch mündet.
Es gibt im Gebiet fast keinen Wald und die offene Flur ist weitestgehend von Feldern bedeckt. Der einzige Ort darin ist der Weiler Rechbach rechts des Mittellaufs. Das Gebiet gehört in Gänze zur Gemeinde Kupferzell.
Reihum konkurrieren die folgenden Bäche:
- An der nördlichen Wasserscheide fließt mündungsnah der Bach aus der Klinge wenig abwärts zur Kupfer, weiter im Osten und größtenteils nimmt aber der übernächste rechte Kupfer-Zufluss Kuhbach den Abfluss zur anderen Seite auf.
- An der südlichen Wasserscheide liegt ganz im Osten das Einzugsgebiet des vorigen rechten Kupfer-Zufluss Lietenbach an, danach ist auf dem viel längeren Teil die Kupfer selbst das nächste Gewässer.

### Zuflüsse
Der Rechbach hat keine wesentlichen Zuflüsse. Kürzere unbeständige, auf einer Karte aus demn1930er Jahren noch eingetragene Quellabflüsse zum Rechbach sind heute dräniert oder laufen in Weggräben.

## Natur und Schutzgebiete
Der Rechbach ist unterhalb des Ortes Rechbach zunächst etwa einen Meter breit und einen halben bis einen Meter weit eingetieft. Weiter abwärts wird er ein bis zwei Meter breit und läuft in einer ein bis zwei Meter tiefen Rinne. Dort steht über dem inzwischen steinigen oder Kalkbänke zeigenden Bett eine felsige Trogwand, in deren Rissen Farne wachsen. Um den Weiler Rechbach ist das begleitende Feldgehölz anscheinend angepflanzt, worauf die hohe Zahl von Grauerlen hindeutet. Der oberste Lauf neben Feldwegen bis etwa zur Bundesstraße dagegen ist ganz kahl, der Graben führt hier auch nur periodisch Wasser. Anscheinend speisen die im Abschnitt zu den Zuflüssen erwähnten Quellen etwas vor und nach Rechbach den beständigeren Durchfluss weiter abwärts.
Ein großer Teil des Einzugsgebietes gehört dem Wasserschutzgebiet Ulrichsberg/Rechbach an.

### LUBW
Amtliche Online-Gewässerkarte mit passendem Ausschnitt und den hier benutzten Layern: Lauf und Einzugsgebiet des Rechbachs

Allgemeiner Einstieg ohne Voreinstellungen und Layer: Daten- und Kartendienst der Landesanstalt für Umwelt Baden-Württemberg (LUBW) (Hinweise)
1. 1 2  Höhe nach dem Höhenlinienbild auf dem Hintergrundlayer Topographische Karte.
2. ↑  Länge nach dem Layer Gewässernetz (AWGN).
3. ↑  Einzugsgebiet abgemessen auf dem Hintergrundlayer Topographische Karte.
4. ↑  Bachbeschreibung nach dem Layer Biotop, Wasserschutzgebiet nach dem gleichnamigen Layer.

### Andere Belege
1. ↑  Albrecht Greule: Deutsches Gewässernamenbuch. Walter de Gruyter, Berlin / Boston 2014, ISBN 978-3-11-057891-1, S. 427, „²Rechbach“ (Auszug in der Google-Buchsuche).
2. ↑  Wolf-Dieter Sick: Geographische Landesaufnahme: Die naturräumlichen Einheiten auf Blatt 162 Rothenburg o. d. Tauber. Bundesanstalt für Landeskunde, Bad Godesberg 1962. → Online-Karte (PDF; 4,7 MB)
3. ↑  Geologie grob nach: Mapserver des Landesamtes für Geologie, Rohstoffe und Bergbau (LGRB) (Hinweise)
4. ↑  Siede die Meßtischblätte 6723 Öhringen von 1933 und 6724 Künzelsau von 1932 in der Deutschen Fotothek.